# Miami Dolphins 1981
La stagione 1981 dei Miami Dolphins è stata la numero 16 della franchigia, la dodicesima nella National Football League. La squadra vinse la AFC East guidata dal quarterback al secondo anno David Woodley e un attacco sulle corse che guadagnò 2.173 yard e segnò 18 touchdown. Miami tornò così ai playoff dopo un anno di assenza, ospitando i San Diego Chargers in una delle più grandi partite della storia dei playoff NFL.

## Calendario

### Stagione regolare
| Turno | Data       | Avversario             | Risultato | Pubblico |
| ----- | ---------- | ---------------------- | --------- | -------- |
| 1     | 6/9/1981   | @ St. Louis Cardinals  | V 20–7    | 50.351   |
| 2     | 10/9/1981  | Pittsburgh Steelers    | V 30–10   | 75.059   |
| 3     | 20/9/1981  | @ Houston Oilers       | V 16–10   | 47.379   |
| 4     | 27/9/1981  | @ Baltimore Colts      | V 31–28   | 41.630   |
| 5     | 4/10/1981  | New York Jets          | P 28–28   | 68.723   |
| 6     | 12/10/1981 | @ Buffalo Bills        | S 31–21   | 78.576   |
| 7     | 18/10/1981 | Washington Redskins    | V 13–10   | 47.367   |
| 8     | 25/10/1981 | @ Dallas Cowboys       | S 28–27   | 64.221   |
| 9     | 1/11/1981  | Baltimore Colts        | V 27–10   | 46,061   |
| 10    | 8/11/1981  | @ New England Patriots | V 30–27   | 60.436   |
| 11    | 15/11/1981 | Oakland Raiders        | S 33–17   | 61.777   |
| 12    | 22/11/1981 | @ New York Jets        | S 16–15   | 59.962   |
| 13    | 30/11/1981 | Philadelphia Eagles    | V 13–10   | 67.797   |
| 14    | 6/12/1981  | New England Patriots   | V 24–14   | 50.421   |
| 15    | 13/12/1981 | @ Kansas City Chiefs   | V 17–7    | 57.407   |
| 16    | 19/12/1981 | Buffalo Bills          | V 16–6    | 72.956   |

### Playoff
| Turno              | Data     | Avversario         | Risultato |
| ------------------ | -------- | ------------------ | --------- |
| Divisional playoff | 2/1/1982 | San Diego Chargers | S 41-38   |

## Classifiche
| AFC East             | AFC East | AFC East | AFC East | AFC East | AFC East | AFC East | AFC East | AFC East | AFC East |
|                      | V        | S        | P        | %        | DIV      | CONF     | PF       | PS       | Str.     |
| -------------------- | -------- | -------- | -------- | -------- | -------- | -------- | -------- | -------- | -------- |
| Miami Dolphins(2)    | 11       | 4        | 1        | .719     | 5–2–1    | 8–3–1    | 345      | 275      | V4       |
| New York Jets(4)     | 10       | 5        | 1        | .656     | 6–1–1    | 8–5–1    | 355      | 287      | V2       |
| Buffalo Bills(5)     | 10       | 6        | 0        | .625     | 6–2      | 9–3      | 311      | 276      | S1       |
| Baltimore Colts      | 2        | 14       | 0        | .125     | 2–6      | 2–10     | 259      | 533      | V1       |
| New England Patriots | 2        | 14       | 0        | .125     | 0–8      | 2–10     | 322      | 370      | S9       |